# 格里戈里夫希納 (瓦爾瓦區)
50°32′2″N 32°49′31″E / 50.53389°N 32.82528°E
格里戈里夫希納（烏克蘭語：Григорівщина），是烏克蘭北部的村莊，隸屬切爾尼希夫州的普里盧基區。該村面積0.48平方公里，海拔高度165米，2006年人口59，人口密度每平方公里124人。